# ساتوشي هاتاكياما
ساتوشي هاتاكياما (باليابانية: 畠山智之؛ بالكانا: はたけやま さとし) هو مذيع ‏ وصحفي ياباني، ولد في 30 أكتوبر 1958 في طوكيو في اليابان.